# Lord z Annandale
Lord z Annandale byl šlechtický titul ve Skotsku, který vytvořil pro Roberta II. de Brus skotský král David I. Svatý. Robert obdržel také 200 000 akrů země. V linii tohoto rodu titul vydržel až do smrti krále Roberta de Bruce. 